# Pärlemorfjärva
Pärlemorfjärva (Mertensia virginica) är en strävbladig växtart som först beskrevs av Carl von Linné, och fick sitt nu gällande namn av Christiaan Hendrik Persoon och Heinrich Friedrich Link. Pärlemorfjärva ingår i släktet fjärvor, och familjen strävbladiga växter. Inga underarter finns listade i Catalogue of Life.

## Bildgalleri

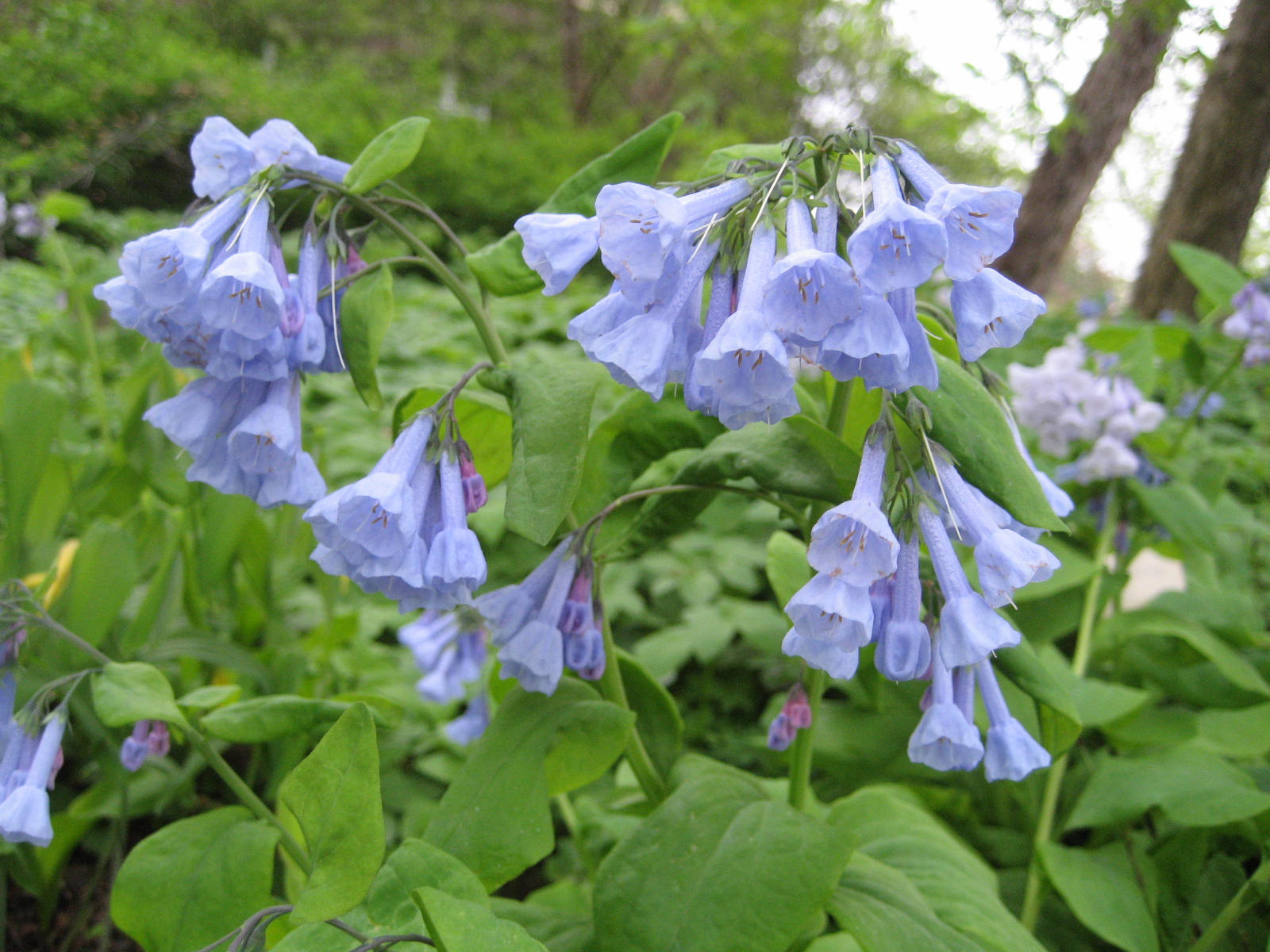
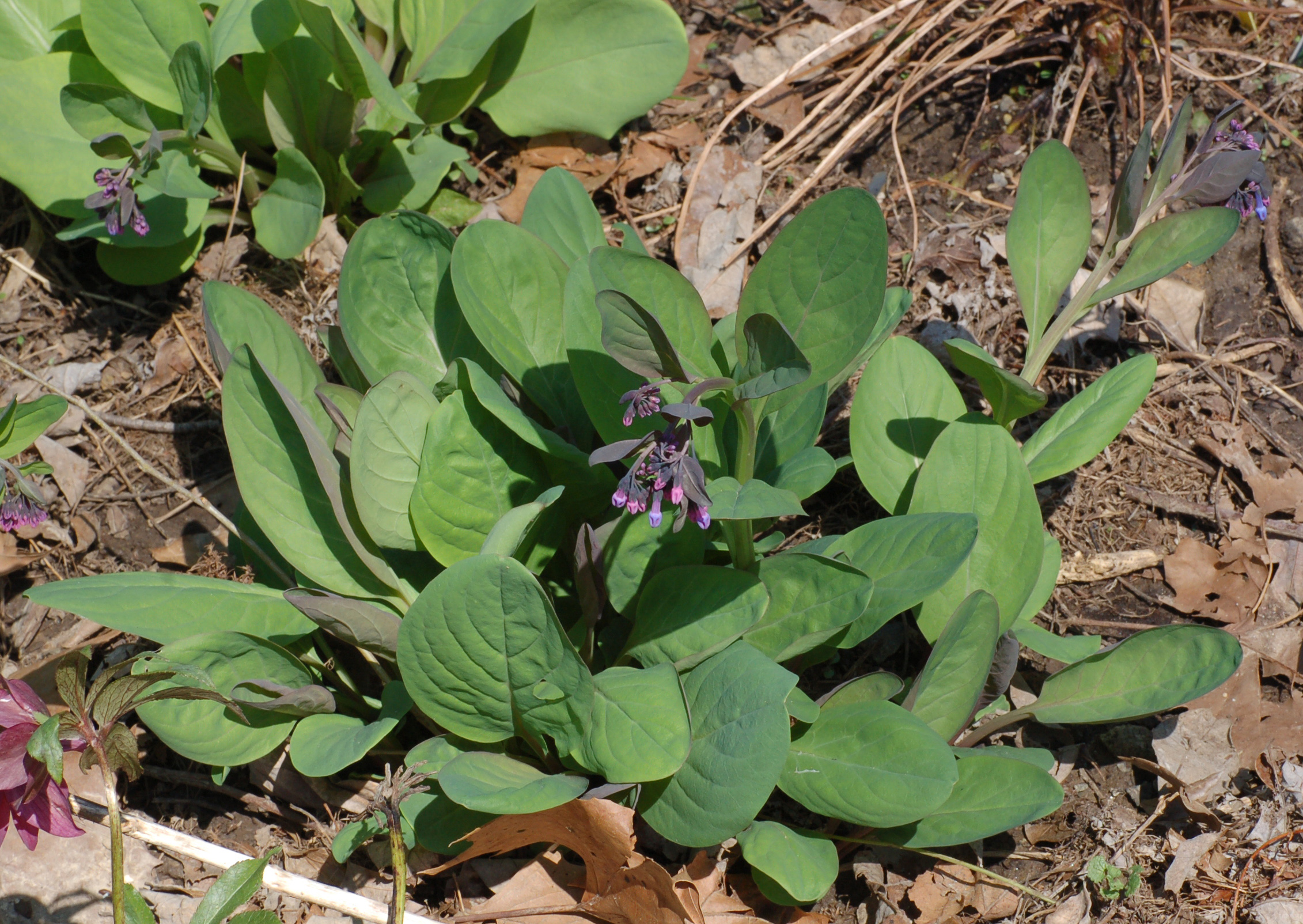
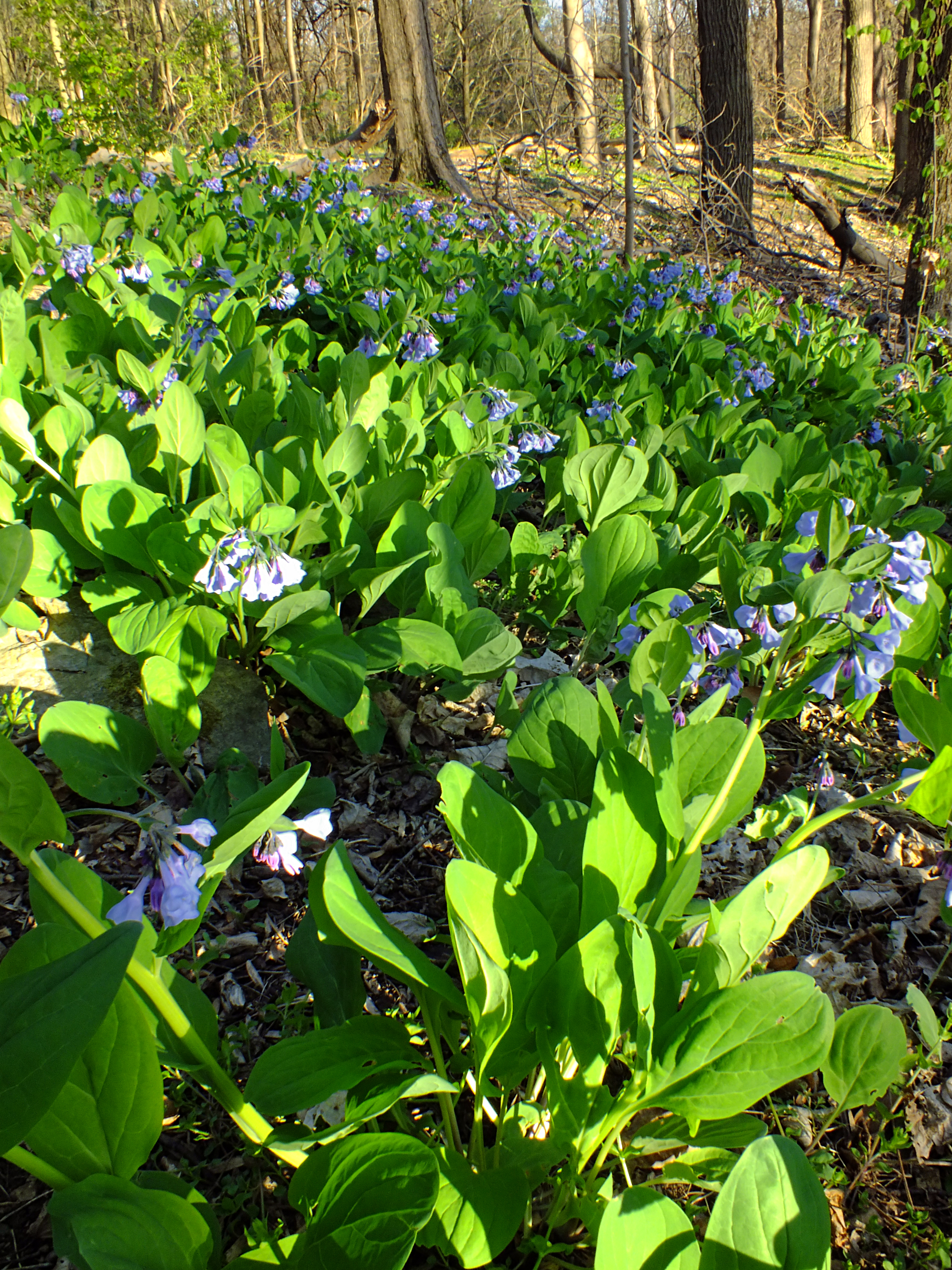
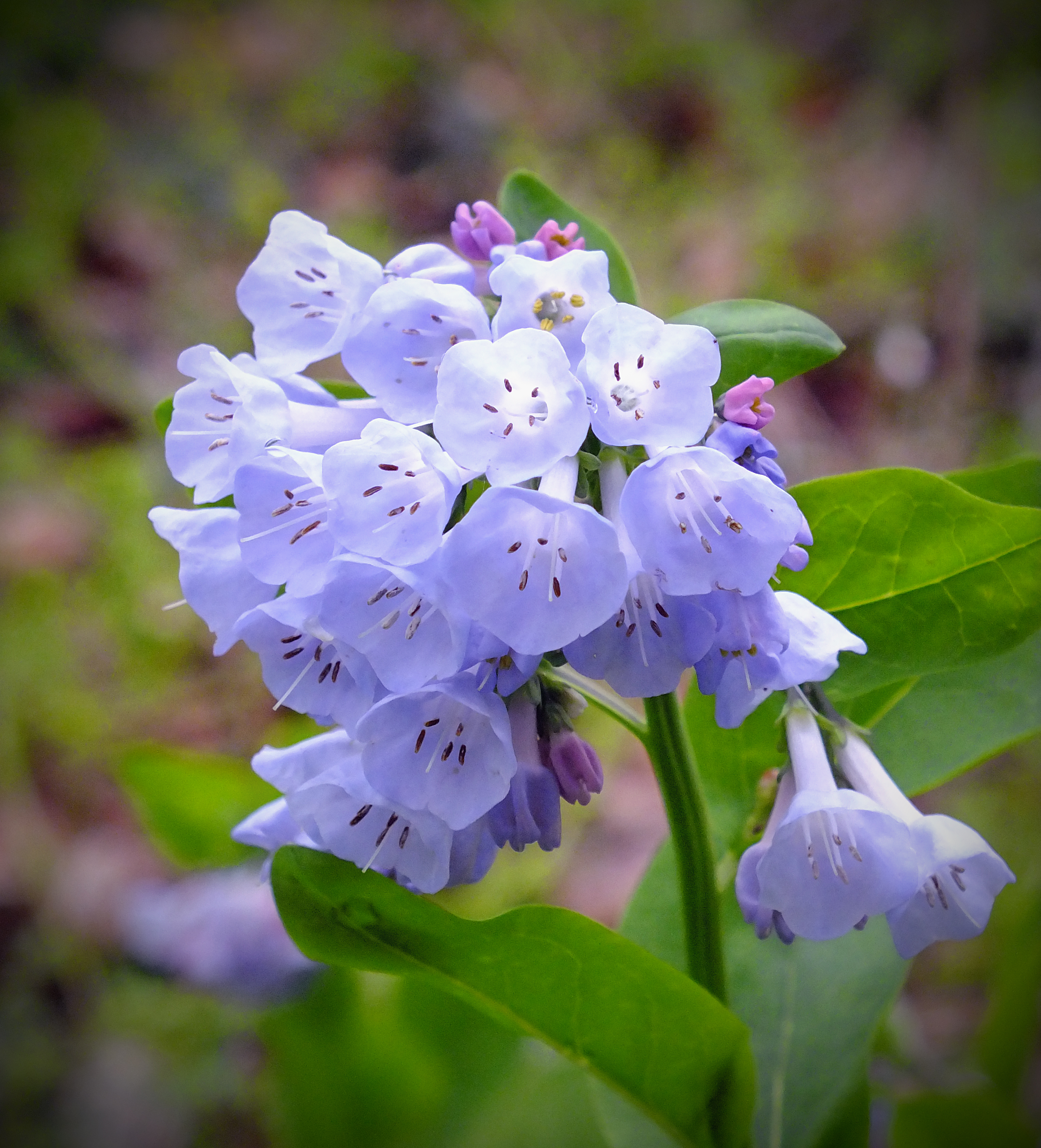
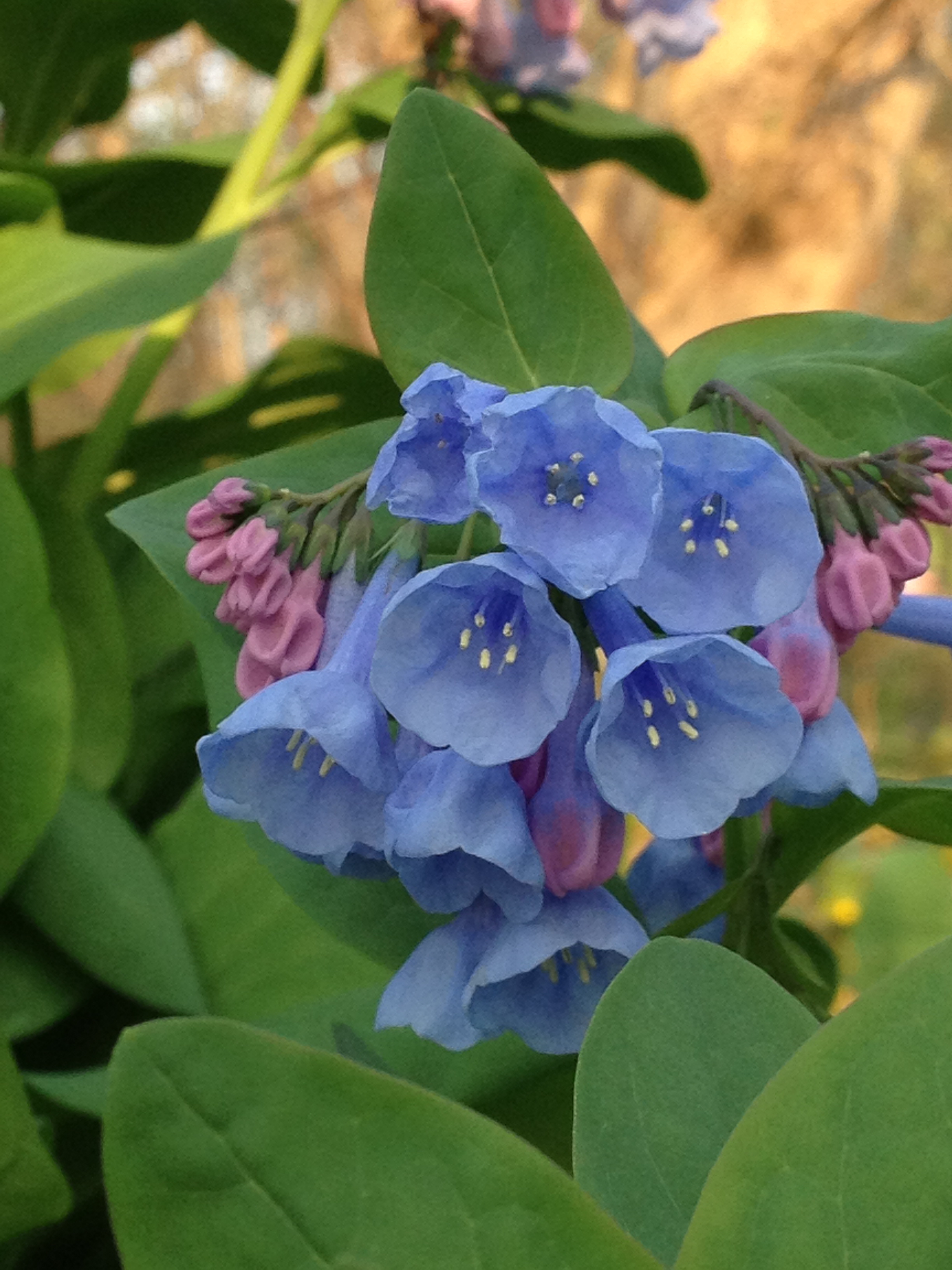
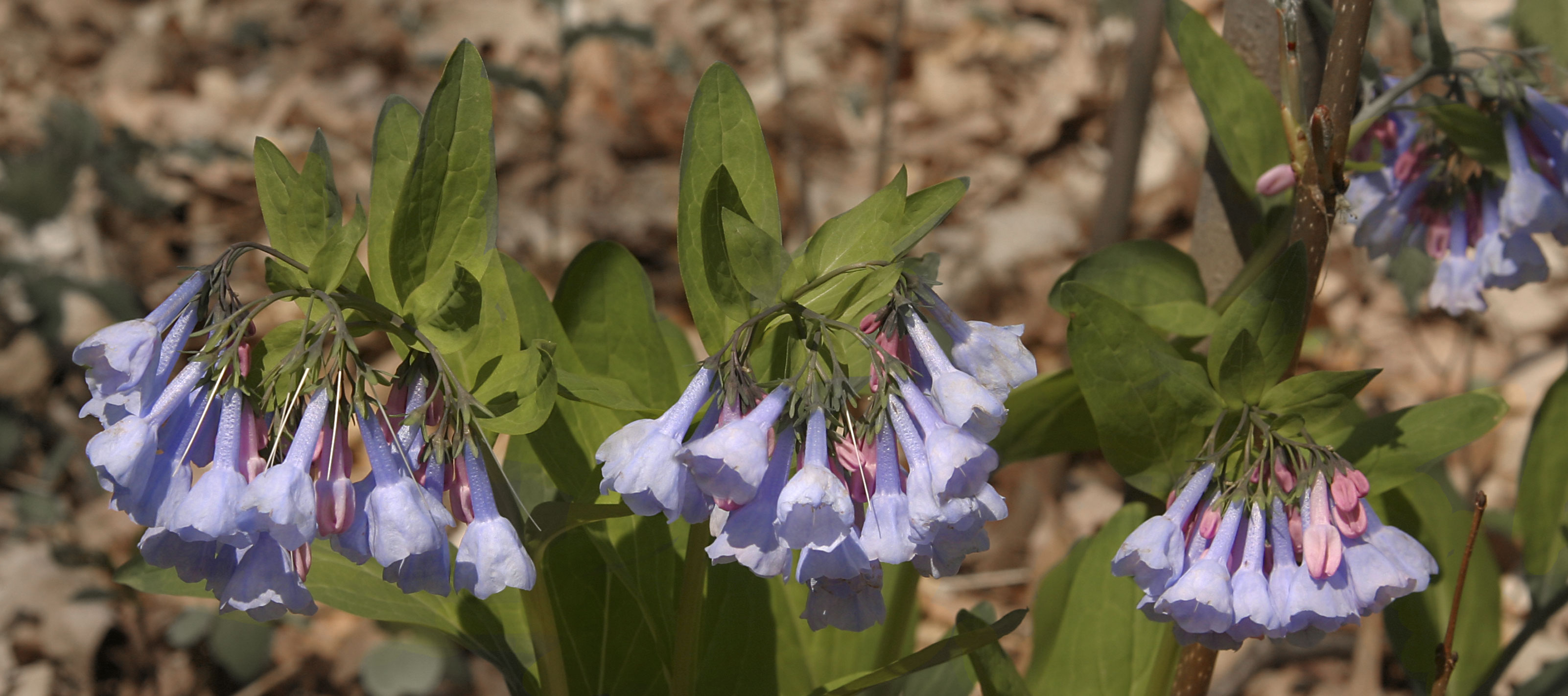